# Amatitlán, Ocosingo
Amatitlán är en ort i Mexiko.   Den ligger i kommunen Ocosingo och delstaten Chiapas, i den sydöstra delen av landet, 800 km öster om huvudstaden Mexico City. Amatitlán ligger 1 161 meter över havet och antalet invånare är 196.
Terrängen runt Amatitlán är kuperad västerut, men österut är den bergig. Runt Amatitlán är det glesbefolkat, med 16 invånare per kvadratkilometer. Närmaste större samhälle är Ocosingo, 3,4 km öster om Amatitlán. Omgivningarna runt Amatitlán är en mosaik av jordbruksmark och naturlig växtlighet.